# Marcel Contet
Marcel Contet (ur. 13 sierpnia 1904 roku w Paryżu, zm. 18 sierpnia 1987 w Boissise-le-Roi) – francuski kierowca wyścigowy.

## Kariera
W swojej karierze wyścigowej Contet poświęcił się startom w wyścigach samochodów sportowych. W latach 1937-1939 Francuz pojawiał się w stawce 24-godzinnego wyścigu Le Mans. W pierwszym sezonie startów stanął na drugim stopniu podium w klasie 2, a w klasyfikacji generalnej był siódmy. Rok później Francuz odniósł zwycięstwo w klasie 2. W klasyfikacji generalnej dało mu to piątej miejsce.